# Lennart Stridsberg
Gustaf Lennart Stridsberg, född 27 juli 1944, död 7 september 2022 i Stockholm, var en svensk uppfinnare och entreprenör. Stridsberg beviljades 23 amerikanska patent, bland annat för ytmonteringsrobotar, elmotorer och principer för att driva hybridbilar. Stridsberg levde i Stockholm med frun Susanne och fick två söner.

## Uppfinnaren och företagsbyggaren
Stridsberg studerade 1964–1969 till elektroingenjör vid Kungliga Tekniska högskolan. Stridsberg startade företaget Mydata AB 1973. Där utvecklades en serie bordsdatorer, MY-15 och MY-16, varav ett antal såldes till olika universitet. Marknaden för bordsdatorer var dock fortfarande mycket liten och företaget blev lönsamt först med en produkt för att underlätta monteringen av kretskort - Logpoint. Erfarenheterna från Logpoint ledde vidare till tankar på en ny typ av ytmonteringsrobot för automatisk produktion av kretskort. En sådan utvecklades och blev till grunden för det nystartade företaget Mydata Automation AB 1984. 
År 1990 startade Stridsberg det nya företaget HDD - High Density Drives för att skapa produkter av sina nytagna patent för elmotorer med mycket högt moment per volym. Stridsbergs senaste företag, Stridsberg Powertrain AB, driver ett patent som hävdar en effektivare princip (eng. "Powertrain") att driva hybridbilar. Enligt honom själv skall den nya principen spara 37% bensin jämfört med en av dagens vanligaste hybrider, Toyota Prius, med i övrigt samma bil. Simuleringsresultaten skall vara verifierade av tre oberoende forskningsinstanser.

## Erkännanden
Stridsberg har för sina uppfinningar tilldelats STU:s uppfinnarpris 1990 och för sina insatser i grundandet av Mydata Automation AB blivit utnämnd av Europe's 500 som en av skaparna bakom ett av Europas 500 främsta tillväxtföretag. Hybridbilskonceptet har lett till en finalplats i Miljöinnovation 2006 och en nominering till Globe Award 2008 i kategorin: "Bästa entreprenör inom Cleantech/CSR".

## Politiskt engemang
Stridsberg var aktiv i samhällsdebatten, bland annat som kolumnist i Dagens Nyheter. Under åren 1994–1996 satt Stridsberg som ledamot i den dåvarande regeringens företagarråd.